# 納谷悟朗
納谷 悟朗（なや ごろう、1929年〈昭和4年〉11月17日 - 2013年〈平成25年〉3月5日）は、日本の俳優、声優、ナレーター、舞台演出家。テアトル・エコーに所属し、取締役も務めていた。
弟は俳優・声優の納谷六朗、妻は女優・声優の火野カチ子。

## 生涯

### 生い立ち
北海道函館市出身。父は函館太洋倶楽部に所属する利き酒師だった。4歳の頃、東京府東京市杉並区永福町（現：東京都杉並区永福）へ移住する。
勉強嫌いだったこともあり、中学校には進学せず小学校高等科の2年に進学。戦時中は高等科の1年終了後、陸軍技術研究所で傭いとして就職。その後は周囲の勧めで日本大学附属の工業高等学校機械科夜間部に通っていたが、勉学が身が入らず、東京都中央区月島の商業学校に転校した。
15歳頃に特攻隊へ入隊。終戦後は毎日新聞の運動部で子供さん（給仕）のアルバイトを経て、知人の営む京都府のスポーツ屋に住み込みで働きながら旧制中学校へ通う生活を送る。

### キャリア
立命館大学法学部に進学した際、演劇部から共通語（東京弁）の方言指導を頼まれたことがきっかけで芝居の面白さを知り、後に舞台演出や出演もするようになる。
1951年、児童劇団東童の主宰者・宮津博による『東童名作劇選集』が兄が勤める出版社から出版されることになったのが縁となり、同年12月に大学を中退。児童劇団東童に入団した。役者デビューは、舞台『宝島』。その後は『白雪姫』『ピーターパン』『シンデレラ』など児童劇の舞台へ立ち、全国を巡演していた。
1952年、23歳の時に、初めてNHKのラジオ『青少年の時間』に出演。当時、同番組では東童の先輩が皆レギュラーで出演しており、研究生だった納谷も参加するようになった。本人いわく、最初は「不良少年かなんかの役」で出演。1度きりの出番のはずが、その不良少年が更生していくという話になったため、これが初のレギュラー出演となった。
その後、民放のラジオ局への出演回数が急激に増えはじめ、宮津が開局したばかりの日本テレビの顧問に就任してからは、他の東童のメンバーと共に劇団ぐるみで同局へ出演する機会が多くなった。この頃、日本テレビで大道具係だった熊倉一雄と知り合い、意気投合したことで交友関係が生まれたという。
1955年3月、児童劇に限界を感じたことから東童を退団し、同年4月に劇団「稲の会」設立に参画。昔から笑いのある芝居が好きだったため、この頃から喜劇を志望するようになったという。
稲の会では、最初は夏目漱石の『坊つちやん』、ニコライ・ゴーゴリの『鼻』、小林多喜二原作の『蟹工船』などを上演し、都内の労働組合員にチケットを大量に買ってもらい成功を収めるなどしていた。その後は、劇団内で納谷のように喜劇などの軽い芝居をやりたいという人物と左翼路線の芝居をしたい人物に分かれたことで、お互いのしたい芝居を交互にするようになったが、約2年後に金の持ち逃げ事件が発生。仲間内で思想が分かれ「やっぱり、ぼくの趣味に合わない」と感じていたこともあり、劇団も解散。1957年12月に劇団現代劇場に所属した。
1957年、交友のあった熊倉一雄の誘いで『ヒッチコック劇場』の吹き替えに出演。熊倉は番組のホストであるアルフレッド・ヒッチコックの吹き替えをしており、キャスティングは、熊倉が所属するテアトル・エコーのメンバーがユニットのような形で出演する中で、たまに外部からゲストを呼ぶようなシステムで行っていた。これにより、納谷はゲストとして何回か呼ばれることとなる。そして、熊倉から「おまえ、入れよ」と誘われたことで、1959年1月にテアトル・エコーへ所属した。
テアトル・エコー入団時、テレビ放映の吹き替えで新劇俳優が起用されることが多く、納谷もこうした中で「アテレコ」に多用され、30歳少し前くらいに声優としての活動を開始した。最初のアテレコ作品は、テレビ映画『地方検事』の鑑識官役。テレビドラマにも出演したが、拘束日数の長さを事務所が嫌がった結果、自然と声の仕事が増えたといい、後に「声の吹き替えのできる俳優が少なかったので、とにかく忙しかった。現場であわせるのは同じ顔ばかりだった」と語っている。また、現場にすれば「メイクも衣装も不要」で手軽な「声の出演」に対する扱いは悪く、当時のギャランティーは通常の70%のレートで不本意だったというが、忙しかったので金は稼げたという。

### 闘病・死去
1985年3月、胃潰瘍で入院し胃腸を半分切除する手術を行う。1990年代には胃癌の摘出手術を行い、それ以降は体力が低下し声も出にくくなったという。2003年には間質性肺炎が判明し、以降は通院を行いながら活動していた。
2008年4月、舞台公演中に視覚の違和感を覚え、歩行など生活にも支障が出たため検査を受けた結果、脳梗塞が判明。完治が困難との診断を機に、舞台『ルームサービス』で俳優業を引退する。同時期に都内から千葉県千葉市に転居し、以降は妻である火野の助力を得て声優業のみ継続していた。
2012年10月、間質性肺炎の治療中に腎不全が発覚し体調が悪化。2013年3月5日午前3時、慢性呼吸不全のため千葉市内の自宅で死去。83歳没。通夜及び告別式は近親者のみで行われ、訃報は3月11日に公表された。遺作は、2012年5月28日に収録した『インセプション』の吹き替えとなった。
2013年5月21日には恵比寿・エコー劇場でお別れの会が行われ、声優仲間やファンおよそ300人が訪れた。

## 特色
テレビ草創期からアニメーションや吹き替え、ナレーションなど幅広く活動。テアトル・エコーでは看板俳優として多くの舞台に出演した。
低音の渋い声質が持ち味であり、代表作である『ルパン三世』の銭形警部役など独特なだみ声でも人気を集めた。元々の地声は濁りのない声質であるが、銭形役について「二枚目の声で演じていたら現在まで持たなかっただろう」と語っている。
役柄では、悪役から重厚な脇役、屈強な男や『仮面ライダー』のショッカー首領のような悪の組織のボス、威厳ある役を演じることが多い。一方で、キャリア初期は正義のヒーローや若々しい青年の役も多く、他にも喜劇的な小悪党など幅広い役をこなしていた。
ナレーションが好きだといい、一時期はナレーションの仕事への起用を要望していたが、その頃は上手いナレーターが多くいたため、その中に食い込むことは難しかったという。そのため、個性を出すべく流暢にしゃべるのではなくリズムを区切るようにし、後年ではこのしゃべり方が「納谷節」と称されるようになった。

## 人物
特技は男性の話す京都弁。
趣味は酒とプロ野球観戦。熱烈な阪神タイガースファンであり、かつてテレビ朝日系列で放送されていた『サンデープロジェクト』のプロ野球コーナーでは「ナレーター：阪神狂の納谷悟朗」とテロップで表記されていた他、晩年の宣材写真は阪神の野球帽を被ったものが使われていた。
少年時代は内気で引っ込み思案な反面、スポーツは得意で体面を保てたという。また、大学時代は空手部と野球部に所属し、身体を鍛えていたという。
日本共産党支持者であり、選挙のときは推薦人名簿に名を連ねている。支持のきっかけは、本人によるとかつて毎日新聞で原稿の受け渡しのアルバイトをする中で日本青年共産同盟へ入ったことだったという。
1973年、43歳の時に同じ劇団に所属する火野カチ子と結婚。子供はいなかった。妻によれば、結婚した当時の納谷は劇団で常に主役を張る程の大人気であり、「自分で口説かなくても、女性の方から寄ってくるくらい、物凄く女の子にモテていた」とのこと。
劇団の後輩で、養成所時代に演技指導を受けたことがある神谷明は納谷について「納谷さんは先輩というよりは師匠でした」「演技には厳しかったですが、優しく、心温かい方でした。また、ダンディーで格好良く、そのファッションは憧れたものです」と語っていた。
「役者になっていなかったら新聞記者か弁護士」と語っていた。

## エピソード
大学で演劇活動を始めた頃、いきなり「60歳くらいの破戒坊主」など老け役を演じていたという。これは、先輩に「若いうちから老け役をやると一番勉強になるから」と言われたためであったが、納谷本人の心境は「嘘つけ！」だったという。
第二次世界大戦を経験している。時代の影響を受け、15歳の頃には「天皇陛下のため死ぬことが僕の人生」と考え特攻隊へ入隊したが、一度も飛行機に乗ることなく終戦を迎えた。このことから「青春をかけるもの」を失い、さまよう中でたどり着いたのが役者としての道だったという。
児童劇団東童時代は、出演料の少なさから日々の暮らしにも困っていたといい、旅公演がない時は稽古場に寝泊まりし、食事は先輩にくっついては奢ってもらう毎日だったという。
NHKのラジオドラマに出演するようになった頃、出演料をもらった時は嬉しかった一方、1本のラジオドラマにリハーサルが2日、本番が1日と3日もかけていたため、NHKに通う電車賃を引いたところ、残る金額は一食分くらいだった。そのため、同じ番組に出演していた先輩のベテラン声優たちが食事に出かけた後、灰皿をかき回して吸いがらを集めては屋上に駆け上がり、それをくゆらせては、我が身の空腹をごまかしていたという。
人気絶頂の時期には、ギャランティーの袋が立ったほど稼いでいたという逸話がある。しかし、そのほとんどは劇団の維持費や飲み代、煙草代などに消えたという。本人は「貯金は好きではない」「（かつては）収録が終るとその日にギャラがもらえるから、さあ、飲みに行こうって（笑）。これが、僕は正しい金のもらい方だと思うんだけど」とも語っている。
弟の納谷六朗によると、1964年に佐田啓二が急逝した際に本人のアフレコが完了していなかった作品で悟朗が代役を務めたことがあるという。

### 仕事に対する姿勢
舞台に関して、「生でその日その日のお客さんと勝負をする」こと、「公演後には何も残らない」という潔い部分があることが好きで没頭したという。また「舞台は生き物」と述べ、「同じ内容でも、お客さんの反応によって芝居をはじめ雰囲気は異なる。その日一日だけのもの」という面白さも好きだったという。
声優の仕事に対しては、自身の本職は舞台俳優との考えから「本命の舞台を維持するために行う稼げる商売」と割り切っていた。ただし、だからと妥協は一切せず全力投球で挑んでいたといい、「僕は舞台の役を与えられたのと同じ感覚でやっていましたよ。違うのはお客さんが目の前にいないということだけです」と語っている。
「声の仕事も役者の仕事の一環」という姿勢から「声優」と呼ばれることには抵抗を持つ一方、「声優」という言葉が一般的でなかった頃に使われた「アテ師」という言葉に対しては、「密室で声だけ出しているという自虐的な意味も含めて『アテ師』と言ってました。決して誇らしく使ってるんじゃないんだけど、でもそんなに嫌いな言葉じゃなかったですよ」と述べている。
「こういう役だから、こう演じる」といったことにはこだわっておらず、本人は「僕はやれと言われたからやるだけであって、その演技が良かったかは後の問題。評価はお客様がしてくれることであって、『良い悪い』はなかった」と語っている。また「与えられた役をそのまま自分らしく演じる。人生もそんなものだと思う」という言葉を残している。
納谷は、声の仕事に対して「絵が勝負」としており「アニメで言えばキャラクター、吹替ならば演じている俳優にいかに合った芝居をするか、そのことしか考えてなかったですね」と話している。洋画吹替の際は、担当する俳優の話し声にできるだけ近づけた声での演技を心がけてもおり、そのため、ナレーションなどの仕事で「〇〇の声で」という風に指定されることは苦手としていて「画面にそのキャラクターがいるわけでもないのに、声だけ出せといわれてもできるわけがないんです」と、1980年代のインタビューに答えており、同時に「声優は声帯模写ではなく、声だけで演じる俳優なんですから」と述べて、プロ意識ものぞかせた。これらの信条については、21世紀以降の談話でも述べており、考え方は一貫していた。
声優志望の人へは「のめり込むほど好きであること」「スタニスラフスキーでも何でもいいから演劇を勉強すること」が必要だと述べている。また舞台経験の無い多くの若手声優に対しては、「舞台経験があったほうが良いですね。台本を読み込む力がつくし、僕自身は新劇出身だったので、比較的声の仕事は楽にやれたんだと思います」と語っており、舞台を演じる若手声優は積極的に支援している。ただし、「全員の卒業後について責任が持てない」「せっかく教えても辞めてしまったりすると何にもならない」との考えから声優学校の講師をすることは無かった。
近年の若手声優に対しては「自分の声に酔っちゃう人が多い」と述べており、ナレーターに関しては「ナレーションはあくまでも映像を補足し、視聴者を助ける役割」との考えから「映像と一緒になって盛り上がる人が多い。それを指摘するディレクターもミキサーもいなくなっている」と苦言を呈していた。また、声優界の将来に対しては「ただ声を当てればいいと考えている声優が多すぎる。目の前に客がいると思っていない」と憂う発言をしていた。一方で「偉そうに助言する気はない」と語ったこともあり、「たとえ言っても聞かないと思うし、昔の自分もそうだった。好きなようにやるのが役者だし、本人が思い感じるまま、終わりまで好きなようにやってほしい」という思いを述べている。
妻曰く、「仕事の愚痴や悩みは絶対に口にしない人」とのことだったが、前述の通り1990年代からの体調悪化が声質にも影響し、周囲から「滑舌が悪い」と陰口を叩かれた際には流石に悔しがっていたという。

### 仮面ライダーシリーズ
『仮面ライダー』のショッカー首領役は、非情さと威厳を併せ持つ「怖くて強くて絶対だ」とのイメージで演じた。後年はスペシャルゲストのような形での作品参加が増え、「『大首領の声で』と言われる仕事も多くなり、ありがたいことだと思ってやっています」と語っている。
ショッカー首領の台詞は大抵抜き録りで、他の役者たちの昼休み前に行い、一言二言で終わることが多かった。怪人役の他の同僚が数本まとめ録りで長時間拘束されているなか、納谷だけさっさと帰ってしまうので、「やっぱり首領は違うよな」とやっかみ半分の声がよく挙がったという。
『仮面ライダー』以後も仮面ライダーシリーズで悪の首領役を多く演じた。『仮面ライダーアマゾン』では自ら望んでナレーションを務めた。また、『仮面ライダー』のパロディ作品である『仮面ノリダー』にもナレーションでゲスト出演したことがある。

### ルパン三世
『ルパン三世』ではテレビシリーズの第1作から2010年に放送された『ルパン三世 the Last Job』までの39年間、銭形警部の声を担当していた。これは50年間に渡り次元大介の声を担当していた小林清志に次ぐ長さであった。
おおすみ正秋は『ルパン三世 パイロットフィルム』のキャスティングの際、「（納谷は）演ってもらう人たちの中でも一番ハードボイルドな雰囲気が出せる人でね。クールな五右ェ門の役以外は考えられなかった」と石川五ェ門役にキャスティングしたが、納谷は台詞が少ないからと自ら銭形役を希望して変更になったという。
納谷は銭形を「途中でああいうキャラクターをつくったんですよね」と語ったことがある。本来の銭形は絵柄をはじめ二枚目の要素が強かったが、登場人物が次元を始めクールなキャラばかりなことに懸念を抱いたことからスタッフや原作者のモンキー・パンチと話し合い、三枚目の要素が強いアニメ独自の銭形のキャラクターが誕生したいう。そのため、アニメの銭形には「これは俺のものだ」という思いを持ち愛着があったという。
銭形を演じる際は、家庭などの背景を考えると「動きが難しくなる」ことから、設定などは引きずらず、とにかく「銭形本人だけ」を演じることを心掛けていたという。長年銭形を担当していたこともあり、晩年には「銭形はいつまでも歳を取らないけど、僕は年々歳を取っていくので、合わせるのが少し辛いですね」と語っていた。
納谷は銭形について「ルパンを追うことに全てをかける一途さが好きだ」と述べており、「『逮捕だ!』と言うのは口先だけで、ルパンとの追いかけっこを楽しんでるんじゃないか」「この純粋(?)さが、人生に色々悩みを持っている僕には、とても羨ましいんだよ」と語っている。
初代ルパン三世役だった山田康雄とは、所属するテアトル・エコーのほぼ同期であり親交があった。『ルパン三世』以外にも多くの作品で共演していため、ルパンと銭形のやりとりは「ごく自然に呼吸が合った」という。若い頃は千葉県上総湊にある海の家を一緒に借りて、アフレコが終わるとその家でいろいろ遊んでいたこともあるという。そのため「互いに老けてヨボヨボになってもルパンと銭形の追いかけっこを続けよう」とよく語り合ったといい、1995年に山田が死去した際、葬儀の弔辞を担当した納谷は山田の早世を惜しみ、遺影に銭形の口調で「おい、ルパン。これから俺は誰を追い続ければいいんだ」「お前が死んだら俺は誰を追いかけりゃいいんだ」などと涙ながらに呼びかけた。
山田からルパン役を引き継いだ栗田貫一のこともサポートしていた。栗田は初収録の際、納谷から「お前でいいんだ。やってくれ」と温かい言葉をかけられたおかげで収録に臨めたと後に語っている。納谷は栗田に対し、「ものまね出身の方だし、長い台詞などお芝居になるとちょっと辛い部分もある」としつつも、「今までの作品を滅茶苦茶に見て、ヤスベエ（山田の愛称）の持つ細かいニュアンスを再現している」「こんなに熱心に一生懸命やるのにはびっくりしました」と評しており、栗田が初登板した翌年の1996年には「ヤスベエとは一味また違う、やり取りが生まれてきている感じです」「もう感傷には浸っていられない。新たなルパン像を追って頑張りたいと思います」とコメントしていた。また、栗田と小林が収録中の出来事でもめた際は納谷が仲裁に入り、栗田が作品の主演であるという責任感を感じさせるきっかけを作ったのも納谷だった。その後、納谷が亡くなり行われた「お別れの会」で、栗田はルパンの口調で「とっつあん、さみしいねぇ、ずっと追いかけてもらいたかったぜ」と惜別の言葉を送っている。
2011年に制作サイドの要求で降板が決定し、銭形の声は『ルパン三世 血の刻印 〜永遠のMermaid〜』から山寺宏一が担当となったが、今後も機会があれば銭形役を演じたいとの旨を語っていた。2012年には「（これからも）もし納谷悟朗が喋るっていう― 納谷悟朗の銭形だったら、それなりに応援して下さい、っていうことですか」という言葉を遺している。

### 宇宙戦艦ヤマト
『宇宙戦艦ヤマト』ではヤマト艦長の沖田十三を演じた。沖田の声を担当した際、当時納谷は40代であり、「なんでこんな老け役をやらなきゃいけないんだ」と不満に思っていたこともあった。最初のアフレコの頃は沖田を70代ぐらいのキャラクターだと思って喋っていたという。しかし、後に「艦長ということは70代なんてことはあり得ない」と感じるようになり、「現役の艦長だったら50代くらいだから、もっと若くやればよかった」と心残りにしている。
この作品が声優ブームのきっかけになったこともあり、当時はアフレコスタジオの外で、よくファンが出待ちをしていたこともあるという。しかし、自身は「キャラクターの声を当てているだけであり、それがスターみたいな扱いをされるのは不思議でしょうがなかった」と語っている。
インタビューで「若い人たちに『宇宙戦艦ヤマト』をどう見てもらいたいか」という質問には、「今は戦争を知らない人が大半ですから、若い人がどう感じるかはわからないけど、『ヤマト』を見て、平和の大切さを感じてもらえるといいと思いますね」と答えている。

### クラッシャージョウ
『クラッシャージョウ』では第三特別巡視隊司令、重巡洋艦コルドバの艦長であるコワルスキー連合宇宙軍大佐を演じており、「コワルスキーのイメージが僕にとってはなんとなく銭形なんですね。なじみやすい感じですね」とコメントしている。また、『クラッシャージョウ大研究』によると原作者の高千穂遙から指名があったという。

### 吹き替え
声優として活動するきっかけになった吹き替えには、多くの作品に出演。持ち役には、ジョン・クリーズ、チャールトン・ヘストン、リック・ジェイソン、ロバート・ライアン、クラーク・ゲーブル、リー・ヴァン・クリーフ、マーティン・ランドー、ジョン・ウェインらがいる。
かつては、自身の体格とは異なる「強くがっちりした」俳優に起用されることが多かったといい、「僕の声質がそういうキャラクターに合っていると思って、お使いになったのではないか」と語っている。収録後の飲み屋でインタビューを受けることになった際、記者が納谷の隣にいた体格の良いスタッフを納谷と勘違いし、そのスタッフへインタビューを始めてしまい、納谷も訂正が面倒だとそのまま放置したというエピソードがある。
『地方検事』に出演していた時はレシーバーもなく、無音のままの画面を見ながら吹き替えており台本に吹き替えるスターの動作を細かく書き入れ、口に合わせるだけで精一杯であった。その時は外国語ではなく日本語で喋っているように、感じを出すだけであったという。
1979年時点で吹き替えのセリフも、翻訳がうまくなったせいもあり、非常に演じやすかった。しかし外国語もセンテンスと日本語のそれと比べた場合、アクセント、力の入れ方が日本語だと後になることから違ってきて言葉の並べ方が違うため、日本語に直すとスターのアクションがちぐはぐになり、なるべく吹き替える役者のアクションに合わせようと心がけていたという。
クラーク・ゲーブルに関して、テレビ朝日の映画番組『日曜洋画劇場』が開始の際に専属吹き替え（フィックス）制度を用いたことで起用されるようになったという。納谷はゲーブルについて「彼は映画館でスクリーンに登場してくると、女性客がどよめくというような、雰囲気がありますね」「もう、とにかくすごい役者ですよね。あの人が出てくると画面がパッと締まるっていうか。パッといなくなるとつまんなくなっちゃうような。これはもう、やってて楽しかったですよね」と語っている。
チャールトン・ヘストンに関しては、来日したヘストン本人から『3時のあなた』で対面した際に公認を受けている。初担当は1962年に日本テレビで放映した『テキサスの白いバラ』だった。専属のきっかけとなったのは、同じく『日曜洋画劇場』でゲーブル出演作の放映がなくなったことに伴い「今度は違う俳優の声を」と起用されたことだったという。納谷はヘストンを「僕に言わせるとうまくないんですよ」「ひとつのパターンしかできないみたいな。だから、吹き替えは楽だったですよ」と評する一方で、史劇の英雄役が多いことから、格調高い話し方にするようには留意していたという。ヘストンの吹き替えで思い入れが深い作品に『ベン・ハー』と『十戒』を挙げている。ドキュメンタリー映画『ボウリング・フォー・コロンバイン』でヘストンのボイスオーバーを務めた際は、担当スタッフが同作でヘストンが不名誉な扱いを受けているため切ない気持ちで納谷へオファーをすることになったが、納谷自身は「ヘストンの声はオレ」としっかり引き受けたといい、同スタッフは「プロ中のプロ」と感じたという。
ジョン・ウェインは、専属だった小林昭二がトラブルで降板したことから、代役で務めたのが始まりだった。初めて担当した際は「オリジナルの俳優本人の声をできるだけ生かしたい」と、納谷なりにウェインの地声に近い声を出したところ、演出家にNGを出され、ウェインの風体に合った太い声で男っぽく演じたという逸話がある。納谷は当時を振り返り「小林君がそういう声で演ってましたからね。ただそのうち、こっちに引き込んで演りました」と述べ、ウェインを担当することが増えてからは、ウェインの地声に近い声を出しながら演技していたと振り返っている。実際に納谷の声は柔らかいトーンであり、ウェインの地声に近いと言われている。
自身が吹き替えた中で思い出深い作品には、ロバート・テイラーを担当した『哀愁』を挙げており「演じているうちに、テイラーを超えて、テイラーが演じている大尉になってしまいましてね。あれは素敵なラブロマンスでした」と語っている。テイラーは二枚目であったが、演技的には大して上手とは思えず、やりにくかったという。
近年の吹き替えについて、「昔とは全然違う段階」と語っている。個性的な俳優やスター俳優がいなくなり、今は日本の作品も含め「リアルに、普通の芝居をやればそれが一番いい」という風潮であることから、「ああいうハリウッドの往年の大作時代が終わって、僕らも終わって（笑）。というふうに僕は考えてますけどね、はい。」と述べている。
遺作となった『インセプション』の吹き替えは、かつて多く出演した『日曜洋画劇場』の放映のため製作されたものであった。そのため、納谷は「この年齢になって、日曜洋画劇場のアテレコをやれる事自体にビックリなのに、アテタ役者が最近亡くなった名優（ピート・ポスルスウェイト）だったので、感慨無量でした。」とコメントしていた。

## 出演
太字はメインキャラクター。

### テレビアニメ
1963年
- 鉄腕アトム (アニメ第1作)（ヘラクレス、レイモン市長、ボックス、ボム博士、憲兵隊長、ハッサム）

1964年
- ビッグX

1965年
- 宇宙少年ソラン（立花博士）

1966年
- ジャングル大帝 進めレオ!（ブラス）
- 遊星仮面（ホイヘンス、ナレーター）

1967年
- 黄金バット（ゲム）
- キングコング（ボンド教授）
- リボンの騎士（ナイロン卿、ナレーター、魔王メフィスト〈パイロット版〉）

1968年
- 巨人の星（日高社長）
- サスケ（服部半蔵）
- 佐武と市捕物控（政五郎、六郎太、ニセノ市 他）
- 妖怪人間ベム（ローンウルフ刑務所・所長）

1969年
- 海底少年マリン（マリーナ博士、ボス〈ニセマリーナ博士〉、カメレオン）
- どろろ（醍醐景光）

1970年
- 赤き血のイレブン（ナレーター）
- のらくろ（モール）
- ムーミン（おじいさん）

1971年
- アニメンタリー 決断
- 原始少年リュウ（1971年 - 1972年、キバ）
- ふしぎなメルモ（大臣、デーモン）
- ルパン三世 (TV第1シリーズ)（1971年 - 1972年、銭形警部）

1972年
- 正義を愛する者 月光仮面（ドラゴンの牙）

1973年
- 空手バカ一代（1973年 - 1974年、辰 他）
- 新造人間キャシャーン（ナレーター）

1974年
- 宇宙戦艦ヤマト（1974年 - 1975年、沖田十三）

1976年
- 超電磁ロボ コン・バトラーV（南原博士〈初代〉）

1977年
- 激走!ルーベンカイザー（嵐銀二郎）
- ジェッターマルス（山之上博士）
- ルパン三世 (TV第2シリーズ)（1977年 - 1980年、銭形警部）

1978年
- 宇宙戦艦ヤマト2（沖田十三）
- 宇宙魔神ダイケンゴー（ブライマン、ナレーション）
- 新・エースをねらえ!（竜崎会長）
- 星の王子さま プチ・プランス（おじいさん）
- 野球狂の詩（1978年 - 1979年、岩田鉄五郎〈3代目〉、ナレーター）

1979年
- アニメーション紀行 マルコ・ポーロの冒険（シャリフ）
- 怪盗ルパン813の謎（セルニン公爵）
- がんばれ! ぼくらのヒット・エンド・ラン（秋山先生）
- ゼンダマン（予言者モア）

1980年
- 宇宙戦艦ヤマトIII（1980年 - 1981年、ナレーター）
- 坊ちゃん（山嵐）

1981年
- 太陽の使者 鉄人28号（ジーグ）
- 鉄腕アトム (アニメ第2作)（ドブロフ博士）
- ニルスのふしぎな旅（カール）
- 六神合体ゴッドマーズ（1981年 - 1982年、ズール皇帝）

1982年
- 白い牙 ホワイトファング物語（ウィードン・スコット）
- 太陽の子エステバン（ゴメス）

1984年
- ルパン三世 PARTIII（1984年 - 1985年、銭形警部）

1985年
- 昭和アホ草紙あかぬけ一番!（1985年 - 1986年、祖父 / 石内のじっちゃん）

1989年
- 青いブリンク（四季春彦）
- ルパン三世 バイバイ・リバティー・危機一発!（銭形警部）

1990年
- ジャングル大帝（第3作）（クレイヴ）
- ルパン三世 ヘミングウェイ・ペーパーの謎（銭形警部）

1991年
- ルパン三世 ナポレオンの辞書を奪え（銭形警部）

1992年
- ルパン三世 ロシアより愛をこめて（銭形警部）

1993年
- ルパン三世 ルパン暗殺指令（銭形警部）

1994年
- ルパン三世 燃えよ斬鉄剣（銭形警部）

1995年
- ストリートファイターII V（老人）
- ルパン三世 ハリマオの財宝を追え!!（銭形警部）

1996年
- ルパン三世 トワイライト☆ジェミニの秘密（銭形警部）

1997年
- ルパン三世 ワルサーP38（銭形警部）

1998年
- 太陽の子エステバン（BS版）（ドクトル）
- MASTERキートン（趙老人）
- ルパン三世 炎の記憶〜TOKYO CRISIS〜（銭形警部）

1999年
- ルパン三世 愛のダ・カーポ〜FUJIKO'S Unlucky Days〜（銭形警部）

2000年
- THE ビッグオー（2000年 - 2003年、ゴードン・ローズウォーター） - 2シリーズ
- ルパン三世 1$マネーウォーズ（銭形警部）

2001年
- ノワール（ソルダの男）
- ルパン三世 アルカトラズコネクション（銭形警部）
- ONE PIECE（2001年 - 2008年、クロッカス〈初代〉）

2002年
- Weiß kreuz Glühen（鷹取斎上）
- ルパン三世 EPISODE:0 ファーストコンタクト（銭形警部）

2003年
- アストロボーイ・鉄腕アトム（セバスチャン博士）
- Gilgamesh（結城虎之助）
- ルパン三世 お宝返却大作戦!!（銭形警部）

2004年
- 探偵学園Q（キング・ハデス）
- 攻殻機動隊 S.A.C. 2nd GIG（老板）
- MONSTER（盲目の老人）
- ルパン三世 盗まれたルパン 〜コピーキャットは真夏の蝶〜（銭形警部）

2005年
- ルパン三世 天使の策略 〜夢のカケラは殺しの香り〜（銭形警部）

2006年
- ルパン三世 セブンデイズ・ラプソディ（銭形警部）

2007年
- ルパン三世 霧のエリューシヴ（銭形警部）

2008年
- ルパン三世 sweet lost night 〜魔法のランプは悪夢の予感〜（銭形警部）

2009年
- ルパン三世VS名探偵コナン（銭形警部）

2010年
- ルパン三世 the Last Job（銭形警部）

### 劇場アニメ
1964年
- 鉄腕アトム 宇宙の勇者（ボム博士）

1969年
- 空飛ぶゆうれい船（幽霊船長）

1970年
- 海底3万マイル（地底王）

1971年
- アリババと40匹の盗賊（ゴロ）

1977年
- 宇宙戦艦ヤマト（沖田十三）

1978年
- さらば宇宙戦艦ヤマト 愛の戦士たち（沖田十三）
- ルパン三世 ルパンVS複製人間（銭形警部）

1979年
- 親子ねずみの不思議な旅（カラス座長）
- エースをねらえ!（竜崎理事長）
- 銀河鉄道999（劇場版）（1979年、ドクター・バン）
- 野球狂の詩（岩田鉄五郎）
- ルパン三世 カリオストロの城（銭形警部）

1980年
- がんばれ!! タブチくん!! 第2弾 激闘ペナントレース（カネダ）
- 11ぴきのねこ（市長）

1982年
- 対馬丸 —さようなら沖繩—（富山徳潤那覇市長）
- FUTURE WAR 198X年（遠野清隆）
- 六神合体ゴッドマーズ（ズール皇帝）

1983年
- 宇宙戦艦ヤマト 完結編（沖田十三）
- クラッシャージョウ（コワルスキー）
- ゴルゴ13（レオナルド・ドーソン）

1984年
- 風の谷のナウシカ（ユパ・ミラルダ）

1985年
- オーディーン 光子帆船スターライト（蔵本正之助、ナレーター）
- 銀河鉄道の夜（カムパネルラの父）
- ルパン三世 バビロンの黄金伝説（銭形警部）

1986年
- 11ぴきのねことあほうどり（市長）
- ドラゴンボール 神龍の伝説（ボンゴ）

1987年
- 王立宇宙軍 オネアミスの翼（貴族A）

1989年
- ヴイナス戦記（ガリー）

1990年
- 走れ!白いオオカミ（ショット）
- ヘヴィ（アレックス・ゴードン）

1991年
- サイレントメビウス（ギゲルフ・リキュール）

1993年
- 銀河英雄伝説 新たなる戦いの序曲（ウィリバルト・ヨアヒム・フォン・メルカッツ）

1994年
- GS美神 極楽大作戦!!（織田信長）

1995年
- ルパン三世 くたばれ!ノストラダムス（銭形警部）

1996年
- ドラミ&ドラえもんズ ロボット学校七不思議!?（ダディ13号）
- ルパン三世 DEAD OR ALIVE（銭形警部）

1997年
- 音響生命体ノイズマン（フランケン博士）

1999年
- 金田一少年の事件簿2 殺戮のディープブルー（藍沢秀一郎）

2001年
- スレイヤーズぷれみあむ（守護神）

2009年
- 宇宙戦艦ヤマト 復活篇（沖田十三〈完結編の回想シーン〉）

### OVA
1969年
- ルパン三世 パイロットフィルム（シネマスコープ版）（石川五右ヱ門）

1987年
- スペース・ファンタジア 2001夜物語（アダム・ロビンソン船長、アダム・ロビンソンJr.）

1988年
- 吸血姫美夕（ナレーション）
- 銀河英雄伝説（ウィリバルト・ヨアヒム・フォン・メルカッツ）
- 孔雀王（慈空）

1989年
- 超人ロック ロードレオン（グレート・ジョーグ・ロト）
- 朱鷺色怪魔（お館様）

1990年
- ガッデム（宇津木常務）
- ダーティペア 謀略の005便（ディック）

1991年
- 帝都物語（平井保昌）

1995年
- GOLDEN BOY さすらいのお勉強野郎（ナレーション）

1998年
- 魔界転生（森宗意軒）

2001年
- マジンカイザー（兜十蔵）

2002年
- ルパン三世 生きていた魔術師（銭形警部）

2008年
- ルパン三世 GREEN vs RED（銭形警部）

2010年
- ONE PIECE FILM STRONG WORLD EPISODE:0（クロッカス）

2012年
- ルパン三世 Master File（銭形警部）

### 吹き替え

#### 担当俳優
アンソニー・ステファン
- 砂塵に血を吐け（1972年、ジョニー・リンストン）※フジテレビ版
- 砂塵に血を吐け（1975年、ジョニー・リンストン）※TBS版

アレック・ギネス
- スター・ウォーズ・シリーズ（オビ＝ワン・ケノービ）
  - スター・ウォーズ エピソード4/新たなる希望（1991年）※ソフト版
  - スター・ウォーズ エピソード5/帝国の逆襲（1991年）※ソフト版
  - スター・ウォーズ エピソード6/ジェダイの帰還（1991年）※ソフト版

ヴァン・ヘフリン
- 決断の3時10分（1972年、ダン・エヴァンス）※NET版
- 愛と血の大地（1972年、キース・アレクサンダー）※TBS版

ヴィクター・マチュア
- 百万弗の人魚（1971年、ジェームズ・サリヴァン）※TBS版
- 熱砂の舞（1972年、ザラック・ハーン）※TBS版
- 妻ゆえに（不明、ピート・ウィルソン）
- 七日間の休暇（不明、ジョニー・グレイ）

ヴィットリオ・ガスマン
- にがい米（1969年、ウォルター）※NHK版
- スリーパーズ（1999年、キング・ベニー）※フジテレビ版

ウィリアム・ヒッキー
- 女と男の名誉（1988年、コラード・プリッツィ）※テレビ朝日版
- ピンク・キャデラック（1990年、ミスター・バートン）※ソフト版
- シー・オブ・ラブ（1993年、フランクの父）※テレビ朝日版

ギルバート・ローランド
- 雷鳴の湾（1970年、テッシュ・ボシア）※TBS版
- 反逆者の群れ（1970年、エスコバー大佐）※TBS版

クラーク・ゲーブル
- 荒馬と女（1966年、ガイ・ラングランド）※NET版
- 帰郷（1966年、ユリシーズ・デルビー・リー・ジョンソン大佐）※NET版
- ブーム・タウン（1967年、ビッグ・ジョン・マクマスターズ）※NET版
- 無法街（1967年、キャンディ・ジョンソン）※NET版
- たくましき男たち（1968年、ベン・アリソン）※NET版
- モガンボ（1968年、ヴィクター・マーズウェル）※NET版
- 深く静かに潜航せよ（1968年、 P・J・リチャードソン）※NET版
- 南部の反逆者（1969年、ハミッシュ・ボンド）※東京12ch版
- ミズーリ横断（1969年、フリント・ミッチェル）※東京12ch版
- 一攫千金を夢見る男（1969年、ハンク・リー）※NET版
- ながれ者（1973年、ダン・キーホー）※TBS版
- たくましき男たち（1977年、ベン・アリソン）※フジテレビ版
- 荒馬と女（1983年、ガイ・ラングランド）※TBS版

クリストファー・ジョージ
- 要塞攻略戦（1973年、サム・トロイ軍曹）※NET版
- 特別狙撃隊S.W.A.T. ※東京12ch版
  - 第8話『暗殺を狙う高性能ライフルの襲撃』（1976年、ブラボー）

- アニマル大戦争（1982年、スティーヴ・バックナー）※テレビ朝日版
- メイデイ40,000フィート（1983年、スタン・バークハート）※テレビ朝日版
- 大脱出（不明、キャメロン・スティール）

クリント・イーストウッド
- 荒野の用心棒（1971年、名無しの男 / ジョー）※NET版
- 目撃（1997年、ルーサー・ホイットニー）※ソフト版

クレイグ・ヒル
- さすらいの一匹狼（1972年、ランキー・フェロー）※フジテレビ版
- 西部の無頼人（1975年、クレイトン）※東京12ch版

グレン・コーベット
- ルート66（不明、リンク・ケース）※フジテレビ版
- 0011ナポレオン・ソロ ※日本テレビ版
  - 第24話『香港の黒い霧』（1965年、バーニー・オーレン）

ジェームズ・ガーナー
- マーヴェリック（1997年、クーパー保安官）※日本テレビ版
- マーヴェリック（1998年、クーパー保安官）※テレビ東京版

ジェームズ・コバーン
- アンタッチャブル ※NET版 
  - 第45話『野獣の饗宴』（1961年、デニス・ギャリティ）

- ローハイド ※NET版 
  - 第106話『黒い髪の女』（1963年、ブリスコ大佐）

ジェームズ・メイソン
- 邪魔者は殺せ（1968年、ジョニー・マックイーン）※東京12ch版
- 日のあたる島（1971年、マクスウェル・フルーリー）※TBS版

ジャック・パランス
- 地獄の戦場（1970年、ピジョン・レイン）※TBS版
- 異教徒の旗印（1970年、アッティラ）※NET版
- 暗黒の恐怖（1970年、ブラッキー）※NET版
- ビザンチン大襲撃（1970年、アルボイーノ）※テレビ朝日版
- 銀の盃（1971年、シモン・マグス）※NET版
- ならず者たち（1973年、パーソン・ジョシアン・ガルト）※NET版
- 悪徳（1974年、チャールズ・キャッスル）※TBS版
- 暴走ひったくり750（1981年、ノーマン・シェリー / リチャード・J・ルッソ）※東京12ch版
- バットマン（1989年、カール・グリソム'）※TBS版

ジョージ・ゲインズ
- ポリスアカデミー・シリーズ（エリック・ラサード校長）
  - ポリスアカデミー5 マイアミ特別勤務（1988年）※ソフト版
  - 新ポリスアカデミー バトルロイヤル（1989年）※ソフト版

ジョン・ウェイン
- アラモ（1972年、デイヴィー・クロケット大佐）※NET版
- 捜索者（1973年、イーサン・エドワーズ）※NET版
- 騎兵隊（1973年、ジョン・マーロー大佐）※NET版
- 三人の名付親（1974年、ボブ / ロバート・ハイタワー）※NET版
- 戦う幌馬車（1975年、トウ・ジャクソン）※NET版
- チザム（1975年、ジョン・チザム ）※NET版
- 駅馬車（1975年、リンゴ・キッド）※NET版
- リオ・ブラボー（1977年、ジョン・Ｔ・チャンス保安官）※NET版
- コマンチェロ（1977年、ジェイク・カッター大尉）※NET版
- 11人のカウボーイ（1977年、ウィル・アンダーソン）※テレビ朝日版
- 大列車強盗（1979年、レーン）※テレビ朝日版
- 捜索者（1979年、イーサン・エドワーズ）※テレビ朝日版
- 黄色いリボン（1980年、ネイサン・ブリトリス大尉）※テレビ朝日版
- マックQ（1980年、マック / ロン・マキュー）※テレビ朝日版
- ビッグケーヒル（1980年、J.D.ケーヒル）※テレビ朝日版
- オレゴン魂（1984年、ルーベン・J・“ルースター”コグバーン）※テレビ朝日版
- リオ・ロボ（1985年、コード・マクナリー）※テレビ東京版
- 勇気ある追跡（1985年、ルースター・コグバーン）※テレビ朝日版
- ラスト・シューティスト（1987年、J・B・ブックス）※テレビ朝日版
- ルーシー・ショー ※ソフト版
  - 第120話『ジョン・ウエインと大西部劇』（2005年、本人役）

ジョン・クリーズ
- モンティ・パイソン・シリーズ
  - 空飛ぶモンティ・パイソン（1976年−1977年、本人）※東京12ch版
  - モンティ・パイソン・アンド・ホーリー・グレイル
  - モンティ・パイソン・アンド・ナウ（1986年、本人）※ソフト版

- モンティ・パイソン/ライフ・オブ・ブライアン（不明、本人）

ジョン・P・ライアン
- デルタフォース2（不明、テイラー将軍）※ソフト版
- バトルガンM‐16（1991年、ネイザン・ホワイト）※テレビ朝日版

スタンリー・ベイカー
- ナバロンの要塞（1972年、ブラウン一等兵）※NET版
- 大列車強盗団（1975年、ポール・クリフトン）※フジテレビ版

ダーレン・マクギャヴィン
- チャレンジャー（1976年、ジム・マッケイブ）※フジテレビ版
- 悪魔の手ざわり ※日本テレビ版
  - 第11話『ジョージ』（1982年、ジョージ・マナーズ）
  - 第21話『逆行』（1982年、アルヴィン・ヘーゼルティン）

チャック・コナーズ
- 空中大脱走（1974年、モーガン・クロフォード大佐）※フジテレビ版
- フロリダ・ハイジャック（1979年、マイク・オトゥール）※日本テレビ版

チャールズ・ブロンソン
- トワイライト・ゾーン ※TBS版
  - 第66話『最後の二人』（1962年、男）

- ジェミーの冒険旅行（1964年、リンク・マードック）※フジテレビ版
- ローハイド ※NET版
  - 第214話『早撃ち修行』（1966年、デル・リングマン）

チャールトン・ヘストン
- テキサスの白いバラ（1962年、ケイシー・コール）※日本テレビ版
- 地上最大のショウ（1970年、ブラッド・ブレイデン）※東京12ch版
- 黒い罠（1970年、ラモン・ミゲル・ヴァルガス）※NET版
- 黒い絨毯（1970年、クリストファー・レニンジェン）※東京12ch版
- アロウヘッド（1970年、エド・バノン）※東京12ch版
- 北京の55日（1971年、マット・ルイス少佐）※NET版
- ダンディー少佐（1972年、エイモス・チャールズ・ダンディー少佐）※TBS版
- エル・シド（1972年、ロドリゴ / エル・シド）※フジテレビ版
- 地上最大のショウ（1973年、ブラッド・ブレイデン）※TBS版
- カーツーム（1973年、チャールズ・ゴードン）※NET版
- 大いなる西部（1973年、スティーヴ・リーチ）※NET旧版
- 誇り高き戦場（1973年、ライオネル・エヴァンス）※TBS旧版
- 猿の惑星シリーズ（ジョージ・テイラー大佐）
  - 猿の惑星（1973年）※TBS版
  - 続・猿の惑星（1974年）※TBS版
  - 猿の惑星（1975年）※フジテレビ版
  - 猿の惑星（1981年）※LD版
  - 続・猿の惑星（1981年）※LD版

- ベン・ハー（1974年、ジュダ・ベン・ハー）※フジテレビ版
- 偉大な生涯の物語（1974年、洗礼者ヨハネ）※NET版
- 地球最後の男オメガマン（1975年、ロバート・ネビル）※NET版
- ウィル・ペニー（1976年、ウィル・ペニー）※日本テレビ版
- 大いなる西部（1976年、スティーヴ・リーチ）※NET新版
- ダンディー少佐（1976年、エイモス・チャールズ・ダンディー少佐）※フジテレビ版
- 誇り高き戦場（1976年、ライオネル・エヴァンス）※フジテレビ版
- ハイジャック（1976年、ヘンリー・オハラ）※フジテレビ版
- エアポート'75（1977年、アラン・マードック）※フジテレビ版
- ソイレント・グリーン（1978年、ロバート・ソーン）※フジテレビ版
- ミッドウェイ（1979年、マシュー・ガース大佐）※TBS版
- パニック・イン・スタジアム（1980年、ピーター・ホリー）※日本テレビ版
- 王子と乞食（1980年、ヘンリー8世）※テレビ朝日版
- ベン・ハー（1981年、ジュダ・ベン・ハー）テレビ朝日版
- 原子力潜水艦浮上せず（1981年、ポール・ブランチャード艦長）※テレビ朝日版
- 大地震（1981年、スチュアート・グラフ）※TBS版
- エル・シド（1981年、ロドリゴ / エル・シド）※テレビ東京版
- 大いなる決闘（1981年、サム・バーゲード）※フジテレビ
- ミッドウェイ（1981年、マシュー・ガース大佐）※日本テレビ版
- 三銃士（1982年、リシュリュー枢機卿）※テレビ朝日版
- 四銃士（1982年、リシュリュー枢機卿）※テレビ朝日版
- 誇り高き戦場（1982年、ライオネル・エヴァンス）※TBS新版
- ピラミッド（1983年、マシュー・コーベック）※TBS版
- ミッドウェイ（1983年、マシュー・ガース大佐）※テレビ朝日版
- ワイオミング（1985年、ビル・タイラー）※テレビ朝日版
- 大地震（1986年、スチュアート・グラフ）※テレビ朝日版
- キング・マフィア/偽りの報酬（1990年、ルイス・マンチーニ）※テレビ東京版
- 十戒（1991年、モーセ）※フジテレビ版
- クライシス2050（1992年、スキート・ケルソ）※日本テレビ版
- わが命つきるとも（1993年、トマス・モア）※NHK版
- リトル・キッドナッパー/赤ちゃんの贈り物（1993年、ジェームズ・マッケンジー）※NHK版
- トゥルーライズ（1995年、スペンサー・トリルビー）※ソフト版
- マウス・オブ・マッドネス（1995年、ジャクソン・ハーグロウ）※ソフト版
- トゥルーライズ（1996年、スペンサー・トリルビー）※フジテレビ版
- アラスカ/小さな冒険者たち（1998年、コリン・ペリー）※ソフト版
- フレンズ
  - 第87話『ジョーイとチャールトン・ヘストン』（1999年、本人）

- フォルテ（2002年、ユージニーの父）※ソフト版
- エニイ・ギブン・サンデー（2002年、コミッショナー）※日本テレビ版
- ファイナル・レジェンド 呪われたソロモン（2002年、ウォルター・フィンリー）※ソフト版
- ボウリング・フォー・コロンバイン（2004年、本人）※テレビ東京版
- ナンバーワン物語（不明、ロン・カトラン）

デヴィッド・ヘディソン
- 原子力潜水艦シービュー号（不明、〈2代目〉リー・クレーン艦長）
- チャーリーズ・エンジェル ※日本テレビ版
  - 第61話『魅惑の大穴！大逆転』（1979年、カーター・ギリス）

トレヴァー・ハワード
- 脱走特急（1977年、フィンチャム少佐）※TBS版
- ルートヴィヒ（1983年、リヒャルト・ワーグナー）※関西テレビ版

ドン・アメチー
- コクーン（1988年、アート）※テレビ朝日版
- コクーン2/遥かなる地球（1991年、アート）※テレビ朝日版

パトリック・マクグーハン
- 北極の基地/潜航大作戦（1973年、デイヴィッド・ジョーンズ）※東京12ch版
- 暗黒街の特使（1973年、フランク・ロング）※東京12ch版
- アルカトラズからの脱出（1983年、刑務所長）※テレビ朝日版

フェルナンド・ラマス
- スパイのライセンス ※TBS版
  - 第5話『天使の悲しみを救え！』（1969年、フランシスコ・アラスカン）
  - 第34話『世界一を争う泥棒たち』（1969年、ぺぺ・ローシェ）
  - 第58話『泥棒グラン・プリ』（1971年、パウロ・モンテゴ）

フランク・シナトラ
- 夜の豹（1969年、ジョーイ・エヴァンス）※TBS版
- ナイスガイ・ニューヨーク（1970年、アラン・ベイカー）※フジテレビ版
- 巨大なる戦場（1971年、ヴィンス・タルマッジ）※TBS版
- 誇りと情熱（1972年、ミゲル）※TBS版

フランコ・ネロ
- 裏切りの荒野（1972年、ドン・ホセ）※TBS版
- 真昼の用心棒（1973年、トム・コーベット）※TBS版
- 警視の告白（1973年、検事補トレイニ）※東京12ch版
- 夜の刑事（1976年、ステファノ・ベリ刑事）※NET版
- 新・脱獄の用心棒（1977年、プリンス・ディミトリ・ヴァシロビッチ・オーロスキー）※東京12ch版

ヘンリー・フォンダ
- 刑事物語 （1976年、チャッド・スミス）※東京12ch版
- テンタクルズ（1982年、ホワイトヘッド）※TBS版

マーク・レナード
- スタートレック・シリーズ（サレク大使） 
  - スタートレックIII ミスター・スポックを探せ!（1988年）※日本テレビ版
  - スタートレックIII ミスター・スポックを探せ!（2002年）※ソフト版
  - スタートレックIV 故郷への長い道（2003年）※ソフト版
  - スタートレックVI 未知の世界（2004年）※ソフト版

マーティン・ランドー
- スパイ大作戦（1967年−1970年、ローラン・ハンド）※フジテレビ版
- 荒野のライフル（1975年、大佐）※東京12ch版
- 続・夜の大捜査線（1976年、ローガン・シャープ牧師）※TBS版
- メテオ（1981年、アドロン将軍）※フジテレビ版
- ピノキオ（1997年、ジェペト）※ソフト版
- ラウンダーズ（1999年、エイブ・ペトロフスキー）※ソフト版
- マジェスティック（2002年、ハリー・トリンブル）※ソフト版
- ピノキオ ニュー・アドベンチャー（2003年、ジェペト）※ソフト版
- WITHOUT A TRACE/FBI 失踪者を追え!（2006年−2007年、フランク・マローン）※NHK版

メル・ファーラー
- 血闘（1969年、ノエル）※NHK版
- レディ・イポリタの恋人/夢魔（1980年、マッシモ・オデリシ）※テレビ朝日版
- 葡萄の季節（不明、ジャンカルロ・バランデロ）

ランス・ヘンリクセン
- ノー・エスケイプ（1995年、ファーザー）※ソフト版
- ブールバード/悪が眠る街（1995年、マクラーレン）※ソフト版

リー・ヴァン・クリーフ
- 怒りの荒野（1970年、フランク・タルビー）※NET版
- 地獄の戦場コマンドス（1973年、サリバン曹長）※NET版
- 夕陽のガンマン（1973年、ダグラス・モーティマー大佐）※NET版
- 続・夕陽のガンマン（1973年、セテンサ / エンジェル・アイ）※NET版
- 新・夕陽のガンマン/復讐の旅（1974年、ライアン）※NET版
- 情報将校アパッチ（1975年、キャプテン・アパッチ）※東京12ch版
- 鷲と鷹（1975年、トラヴィス）※TBS版
- 西部悪人伝（1976年、サバタ）※TBS版
- 荒野の七人・真昼の決闘（1978年、クリス・アダムス）※TBS版
- 西部決闘史（1978年、サバタ）※TBS版
- 復讐のガンマン（1979年、ジョナサン・コーベット）※テレビ朝日版
- エル・コンドル（1980年、ジャロ）※テレビ朝日版
- 無頼プロフェッショナル（不明、ロイ・キング）※テレビ朝日版

リカルド・モンタルバン
- シャイアン（1969年、リトル・ウルフ）※NHK版
- 俺の墓標は立てるな（1970年、ローリー・ランポーニ）※NET版
- シャイアン（1974年、リトル・ウルフ）※NET版
- 母の旅路（1974年、フィル・ベントン）※NET版
- 暗黒街のメロディ（1974年、ジョン・スタンブレー）※NET版

リチャード・クレンナ
- 新・悪魔の棲む家（1981年、CJ・アーノルド）※フジテレビ版
- ゴースト/血のシャワー（1983年、トレヴァー・マーシャル）※フジテレビ版

リック・ジェイソン
- コンバット!（1962年−1967年、ギル・ヘンリー少尉）※TBS版
- 特攻決戦隊（1975年、べノ）※フジテレビ版

リー・マーヴィン
- モンテ・ウォルシュ（1980年、モンテ・ウォルシュ）※TBS版
- デルタ・フォース（1988年、ニック・アレクサンダー大佐）※TBS版

ロイド・ブリッジス
- 宇宙空母ギャラクティカ／サイロン・アタック（1983年、ケイン司令官）※日本テレビ版
- 新アウターリミッツ
  - 第1話『サンドキングス』（1996年、クレス大佐）

- ジャイアント・ベビー（1994年、スターリング所長）※ソフト版

ロバート・テイラー
- 最後の銃撃（1970年、チャーリー・ギルソン）※東京12ch版
- 荒原の疾走（1970年、リオ）※東京12ch版
- 決闘ブラックヒル（1970年、サム・ブラスフィールド）※東京12ch版
- 決断（1970年、マック・ボバード）※東京12ch版
- 哀愁（1972年、ロイ・クローニン）※東京12ch版
- ゴーストタウンの決斗（1973年、ジェイク・ウェイド）※東京12ch版
- 円卓の騎士（1973年、ランスロット）※東京12ch版
- 女群西部へ!（1973年、バック・ワイアット）※東京12ch版
- 黒騎士（1974年、アイヴァンホー）※東京12ch版

ロバート・ハンダー
- 墓標には墓標を （1968年、クリス・ウォーカー）※日本テレビ版
- 砂漠の10万ドル（1968年、ラシッター）※日本テレビ版
- 奴等は俺がやる （1969年、ビル・ジェームズ）※日本テレビ版
- 奴らに高く吊るされろ!（不明、アラン）

ロバート・ミッチャム
- 大いなる眠り（1981年、フィリップ・マーロウ）
- デッドマン（1996年、ジョン・ディッキンソン）※ソフト版

ロバート・ライアン
- 史上最大の作戦（1972年、ジェームズ・M・ギャビン准将）※NET版
- 墓石と決闘（1973年、アイク・クラントン）※NET版
- バルジ大作戦（1973年、グレイ少将）※NET版
- 誇り高き男（1973年、マーシャル・キャス・シルバー）※フジテレビ版
- キング・オブ・キングス（1973年、洗礼者ヨハネ）※NET版
- ワイルドバンチ（1974年、ディーク・ソーントン）※NET版
- 北海の果て（1975年、ソー・ストーム）※フジテレビ版
- ダラスの熱い日（1976年、ロバート・フォスター）※NET版
- 追跡者（1977年、コットン・ライアン・コッテン）※TBS版
- 狼は天使の匂い（1978年、チャーリー・エリス）※TBS版
- バルジ大作戦（1978年、グレイ少将）※フジテレビ版
- プロフェッショナル（1980年、ハンス・エーレンガード）※テレビ朝日版
- ネモ船長と海底都市（1982年、ネモ船長）※テレビ朝日版

#### 映画
放送時期不明
- 恐怖の逢びき（ファン・フェルナンデス・ソレール〈アルベルト・クロサス〉）
- 愛情の瞬間（ダニエル〈ダニエル・ジェラン〉）
- アマゾネスの黄金（トム〈ボー・スヴェンソン〉）
- あるスパイの運命（〈ハリー・アンドリュース〉）
- アルピニスト岩壁を登る
- 暗黒街の仁義（ラウール・マーリー〈モーリス・ロネ〉）
- 生まれながらの殺し屋（サム・ワイド〈ローレンス・ティアニー〉）
- 男の罠（〈デビッド・ジャンセン〉）
- 戦争と平和（アンドレイ・ボルコンスキー公爵〈ヴャチェスラフ・チーホノフ〉）※ソフト版
- ダーククリスタル（皇帝〈ジェリー・ネルソン〉）※VHS版
- ハムレット（不明、亡霊）VHS版

1961年
- 謎の大陸アトランティス（若者ディミトリアス〈アンソニー・ホール〉）※劇場公開版

1963年
- 地下室の狂人（ジョン / ポール〈アルバート・デッカー〉）※日本テレビ版
- 愛の鐘はキッスで鳴った（スニーガー・グリーグ）※日本テレビ版
- 幻の馬（ル・カンパニエ〈リュシアン・コーデル〉）※TBS版

1964年
- 報復の拳銃（ミッチー・ベイカー〈スコット・ブラディ〉）※日本テレビ版
- 墓にツバをかけろ（ジョー・グラント〈クリスチャン・マルカン〉）※フジテレビ版

1965年
- 木馬（ピーター・ハワード〈レオ・ゲン〉）※TBS版
- 暁の出航（アームストロング〈ジョン・ミルズ〉）※フジテレビ版
- 名誉なき決闘〉（カルロ〈マッシモ・ジロッティ〉）※フジテレビ版
- 開かれた処女地（セミオン〈ピョートル・チェルノフ〉）※TBS版
- 硝煙（オーウェン〈ロバート・スタック〉）※フジテレビ版

1966年
- 黒鯨亭（ピーター・ピーターセン〈エミール・ヤニングス〉）※フジテレビ版

1967年
- テーブル・ロックの決闘（フレッド・ミラー〈キャメロン・ミッチェル〉）※フジテレビ版
- 牝牛と兵隊（コリネ〈アルバート・レミ〉）※東京12ch版
- エヴァの匂い（ティヴィアン・ジョーンズ〈スタンリー・ベイカー〉）※東京12ch版
- 流血の荒野（ダン・テイラー〈リチャード・ディックス〉）※東京12ch版
- ブルックリン横丁（ジョニー・ノーラン〈ジェームズ・ダン〉）※NHK版

1968年
- バターンを奪回せよ（アンドレス・ボニファシオ大尉〈アンソニー・クイン〉）※フジテレビ版
- ポンペイ最後の日（マーカス〈プレストン・フォスター〉）※東京12ch版

1969年
- 命ある限り（ヤンク〈ロナルド・レーガン〉）※NHK版
- 顔のない男の呪い（ポール・マロン〈リチャード・アンダーソン〉）※東京12ch版
- 愛の交響楽（チャック・モーガン〈ホーギー・カーマイケル〉）※東京12ch版
- 青い大きな海（フランシスコ・ラバル）※NHK版
- 重役室（ローレン・フィニアス〈フレドリック・マーチ〉）※NHK版
- 黙って抱いて（ラファエル〈ルネ・ルフェーブル〉）※東京12ch版

1970年
- 足ながおじさん（ジャーヴィス・ペンドルトン三世 / ジョン・スミス〈フレッド・アステア〉）※TBS版
- ゼンダ城の虜（ルドルフ・ラッセンデイル〈スチュワート・グレンジャー〉）※東京12ch版
- 泥棒成金（ジョン・ロビー〈ケーリー・グラント〉）※東京12ch版
- 海賊魂（フランシス・ドレーク〈ロッド・テイラー〉）※NET版
- 追跡（ジョン・"リップ"・リプレイ〈グレン・フォード〉）※NET版

1971年
- 幻の惑星（フランク・チャップマン大尉〈ディーン・フレデリックス〉）※東京12ch版
- 地球の静止する日（クラトゥ〈マイケル・レニー〉）※NET版
- 暁の用心棒（よそ者〈トニー・アンソニー〉）※NET版
- サンフランシスコ大空港（ボブ・ハッテン〈クルー・ギャラガー〉）※NET版
- 愛の泉（ディノ公爵〈ルイ・ジュールダン〉）※NET版
- 怪傑キャピタン（コゴリン〈ブールヴィル〉）※TBS版
- 海底の黄金（ジョニー・グレイ〈リチャード・イーガン〉）※フジテレビ版
- トブルク戦線（ナレーション）※NET版
- 暁前の決断（デヴリン〈ゲイリー・メリル〉）※NET版
- ０７７／地獄の挑戦状（ディック・マロイ〈ケン・クラーク〉）※NET版
- ガラスの動物園（トム・ウィングフィールド〈アーサー・ケネディ〉）※NET版

1972年
- 宇宙からの侵入者（リチャード・アーデン〈バーナード・ケイ〉※NHK版
- 黒ばら（ウォルター〈タイロン・パワー〉）※東京12ch版
- 殺しの分け前/ポイント・ブランク（マル・リース〈ジョン・ヴァーノン〉）※NET版
- 予期せぬ出来事（ポール・アンドロス〈リチャード・バートン〉）※東京12ch版
- 怪奇!魅惑の魔女（ポール・カーバー〈ウィリアム・シルベスター〉）※フジテレビ版
- 悪魔のくちづけ（ポール・モンゴメリー〈ジェームズ・カーン〉）※NET版

1973年
- ビーチレッド戦記（マクドナルド大尉〈コーネル・ワイルド〉）※NET版
- 大侵略（シリル・リーチ大尉〈ナイジェル・ダヴェンポート〉）※NET版
- トプカピ（ウォルター・ハーパー〈マクシミリアン・シェル〉）※NET版
- 最前線 帰らざる決死隊（リチャード〈タブ・ハンター〉）※東京12ch版

1974年
- トパーズ（アンドレ・デベロウ〈フレデリック・スタフォード〉）※フジテレビ版
- スター!（ノエル・カワード〈ダニエル・マッセイ〉）※TBS版

1975年
- ブルー・マックス（ハイデマン隊長〈カール・ミヒャエル・フォーグラー〉）※フジテレビ版
- 地球爆破作戦（大統領〈ゴードン・ピンゼント〉）※NET版
- 悪い奴ほど手が白い（ロゼロ弁護士〈ガブリエーレ・フェルツェッティ〉）※NET版
- 銃殺!ナチスの長い五日間（ジョン・ミラー大尉〈リチャード・ジョンソン〉）※TBS版
- 空かける強盗団（ベン・クイック〈クリント・ウォーカー〉）※NET版
- 燃える戦場（サム・ローソン中尉〈クリフ・ロバートソン〉）※NET版

1976年
- 殺人ブルドーザー（デニス〈カール・ベッツ〉）※NET版
- 殺しのダンディ（ガディス〈トム・コートネイ〉）※NET版
- 盲目ガンマン（ドミンゴ〈ロイド・パティスタ〉）※フジテレビ版
- ミネソタ大強盗団（ジェシー・ジェイムズ〈ロバート・デュヴァル〉）※NET版
- 飛べ!フェニックス（ハリス大尉〈ピーター・フィンチ〉）※フジテレビ版
- 野生の眼/世紀末猟奇地帯（パオロ〈フィリップ・ルロワ〉）※東京12ch版

1977年
- 失われた週末（ドン・バーナム〈レイ・ミランド〉）※テレビ神奈川版
- 夜は盗みの為に（サイモン〈ガストーネ・モスキン〉）※フジテレビ版
- アメリカを震撼させた夜（マーキュリー劇団のメンバー〈ロン・リフキン〉）※NHK版
- 殺人捜査（殺人者/公安部長　〈ジャン・マリア・ヴォロンテ〉）※日本テレビ版
- 戦場を駈ける女（フランソワ・ジョゼフ・ルフェーヴル〈ロベール・オッセン〉）※TBS版
- 吸血鬼ヨーガ伯爵（ヨーガ伯爵〈ロバート・クォーリー〉）※東京12ch版
- ドク・ホリディ（ドク・ホリデイ〈ステイシー・キーチ〉）※TBS版

1978年
- ガス燈（グレゴリー・アントン〈シャルル・ボワイエ〉）※東京12ch版

1979年
- 野獣暁に死す（ビル・カイオワ〈モンゴメリー・フォード〉）※東京12ch版
- ドラゴン怒りの鉄拳（鈴木寛〈橋本力〉）※テレビ朝日版
- ブラック・ハンター/16歳少女戦慄の全裸死体（ニールソン〈ドナルド・サンプター〉）※東京12ch版
- 殺しのテクニック（クリント・ハリス〈ロバート・ウェッバー〉）※TBS版
- 黒い砂漠（エンリコ・マッテイ〈ジャン・マリア・ヴォロンテ〉）※TBS版

1980年
- 全艦発進せよ（ジェベディア・S・ホークス大佐〈ジェフ・チャンドラー〉）※東京12ch版

1981年
- 大頭脳（フランキー・スキャナピエコ〈イーライ・ウォラック〉）※日本テレビ版
- 戦争と友情（ブレット・ロッソン〈ジョージ・ペパード〉）※TBS版

1982年
- 1941（マッドマン・マドックス大佐〈ウォーレン・オーツ〉、ホリス・P・ウッド〈スリム・ピケンズ〉）※TBS版
- プロデューサーズ（1982年、フランツ・リープキン〈ケネス・マース〉）※LD版

1983年
- ドラゴン・カンフー/龍虎八拳（ルー・ユン・ハイ〈チア・カイ〉）※フジテレビ版
- ガントレット（ブレイクロック〈ウィリアム・プリンス〉）※フジテレビ版
- クリスタル殺人事件（ダーモット・クラドック〈エドワード・フォックス〉）※TBS版
- ドラゴン修行房（チェン・ウェイロー）※テレビ東京版

1984年
- 龍拳（チュン〈ヤム・サイクン〉）※フジテレビ版
- プロムナイト（マクブライド警部〈ジョージ・トゥリアトス〉）※フジテレビ版
- 少林寺（ナレーション）※日本テレビ版

1985年
- ボールズ・ボールズ（エリフ・スメルズ〈テッド・ナイト〉）※テレビ朝日版
- 遊星からの物体X（フュークス〈ジョエル・ポリス〉）※フジテレビ版

1986年
- オズ（ノーム王、ウーレイ医師〈ニコール・ウィリアムソン〉）※劇場公開版

1987年
- バタリアン（グローバー大佐〈ジョナサン・テリー〉）※日本テレビ版

1988年
- ダブルボーダー（ジャック・ベンティーン〈ニック・ノルティ〉）※フジテレビ版
- 狙撃者/ボーン・アイデンティティー（デヴィッド・アボット〈ドナルド・モファット〉）※ソフト版

1989年
- 銀河アドベンチャー/SF宝島（トレロニー伯爵〈フィリップ・ルロワ〉）※テレビ東京版
- レインマン（Dr.ブルーナー〈ジェラルド・R・モーレン〉）※ソフト版

1990年
- ロボコップ（オールドマン会長〈ダン・オハーリー〉）※テレビ朝日版

1991年
- ヤング・アインシュタイン（マリーの父）※ソフト版
- 運命の逆転（クラウス・フォン・ビューロー〈ジェレミー・アイアンズ〉）※ソフト版

1992年
- ローゼンクランツとギルデンスターンは死んだ（ボローニアス〈イアン・リチャードソン〉）※ソフト版
- カーリー・スー（浮浪者〈ラルフ・フーディ〉）※ソフト版
- オンリー・ザ・ロンリー（ニック〈アンソニー・クイン〉）※ソフト版

1993年
- ブレイズ（アール・ロング〈ポール・ニューマン〉）※TBS版
- チキ・チキ・バン・バン（バンジー・ポッツ〈ライオネル・ジェフリーズ〉）※ソフト版
- IP5/愛を探す旅人たち（レオン・マルセル〈イヴ・モンタン〉）※ソフト版

1994年
- インディ・ジョーンズ/最後の聖戦（老騎士〈ロバート・エディソン〉）※日本テレビ版
- トイ・ソルジャー（ロバート・グールド校長〈デンホルム・エリオット〉）※フジテレビ版
- エクソシスト3（キンダーマン警部補〈ジョージ・C・スコット〉）※フジテレビ版
- ゴッドファーザー PART III（ドン・アルトベロ〈イーライ・ウォラック〉）※フジテレビ版
- 天使にラブ・ソングを2（モーリス神父〈バーナード・ヒューズ〉）※ソフト版

1995年
- メリー・ポピンズ（ジョーンズ巡査〈アーサー・トリーチャー〉）※ソフト版
- アウトブレイク（ドナルド・マクリントック少将〈ドナルド・サザーランド〉）※ソフト版

1996年
- パトリオット・ゲーム（パディ・オニール〈リチャード・ハリス〉）※フジテレビ版
- レッド・ブロンクス（ホワイト・タイガー〈クリス・ロード〉）※フジテレビ版
- アマデウス・コメンタリー（ 本人〈ピーター・シェーファー〉）※LD版

1997年
- 地獄の女スナイパー（アスタリタ〈セルジオ・フィオレンティーニ〉）※フジテレビ版
- シャイン（セシル・パークス〈ジョン・ギールグッド〉）※ソフト版
- 天国の約束（ガエタノ〈アル・パチーノ〉）※ソフト版

1998年
- エグゼクティブ・ターゲット（カールトン大統領〈ロイ・シャイダー〉）※テレビ東京版

1999年
- リトル・トリー（ウォールズ〈ジェームズ・クロムウェル〉）※ソフト版

2000年
- ウェイクアップ!ネッド（ジャッキー〈イアン・バネン〉）※ソフト版
- 海の上のピアニスト（店主〈ピーター・ヴォーン〉）※ソフト版

2002年
- コーキー・ロマーノ FBI潜入捜査官?（フランシス・ロマーノ〈ピーター・フォーク〉）※ソフト版

2004年
- キル・ビル Vol.1（アール・マクグロウ〈マイケル・パークス〉）※ソフト版
- コールド・クリーク/過去を持つ家（セオドア・マッシー〈クリストファー・プラマー〉）※ソフト版

2006年
- 私の頭の中の消しゴム（寺大工〈チャン・イナン〉）※フジテレビ版

2008年
- ゼア・ウィル・ビー・ブラッド（ウィリアム・バンディ〈ハンス・ハウス〉）※ソフト版

2012年
- インセプション（モーリス・フィッシャー〈ピート・ポスルスウェイト〉）※テレビ朝日版

#### ドラマ
時期不明
- ドクター・ホイットマン（ロイ・シネス）
- トワイライト・ゾーン
  - 第121話『殺すなら私を…』（マックス・フィリップス〈ジャック・クラグマン〉）

- 奥さまは魔女 「フランクリンてだれだ」、「フランクリン、裁判にかかる」（ホーキンス検事）
- コンピューター秘密指令(2)（フレンツニク〈ハインツ・ライケ〉）
- スターメーカー（ロック・ハドソン）
- 特攻野郎Aチーム シーズン2 #5（バス・カーター〈モーガン・ウッドワード〉）
- ルート66（バズ・マードック〈ジョージ・マハリス〉）※フジテレビ版

1959年
- ウィリアム・テル（ウィリアム・テル〈コンラッド・フィリップス〉）※日本テレビ版

1960年
- ローハイド ※NET版
  - 第24話『恐怖の一夜』（スタン・ブロディ〈ボブ・エレシュタイン〉）

1961年
- アンタッチャブル（ジャック・ロスマン捜査官〈スティーヴ・ロンドン〉）※NET版

1962年
- アンタッチャブル ※NET版
  - 第48話『絶命への誘い』（ジーノ・カラベロ〈マイケル・コンスタンティン〉）
  - 第50話『魔性の女』（ジョージ・ダラス〈ラリー・パークス〉）
  - 第56話『死人の復讐』（レニー・ショア〈フィリップ・パイン〉）

- ローハイド ※NET版
  - 第68話『あざむかれた同情』（ルー・カルバート〈マイロン・ヒーリー〉）

1964年
- 看護婦物語（1964年−1965年、アレックス・タジンスキー〈マイケル・トーラン〉）※NHK版

1965年
- 0011ナポレオン・ソロ ※日本テレビ版
  - 第19話『没落への脱出』（カリム大統領〈ジャック・ドナー〉）

- 逃亡者 ※TBS版
  - 第58話『全州非常警戒』（ニール・ピンカートン〈ポール・リチャーズ〉）

1966年
- ブルーライト作戦（デビッド・マーチ〈ロバート・グーレ〉）※フジテレビ版
- アアウター・リミッツ ※日本テレビ版
  - 第45話『宇宙怪獣メガソイド』（ヘンダーソン・ジェームズ〈ロン・ランデル〉）

- 0011ナポレオン・ソロ ※日本テレビ版
  - 第37話『殺虫剤とトラ狩り』（パナット殿下〈リー・ベルジュ〉）

- ローハイド ※NET版
  - 第206話『六週間の賭』（ラッシュ・ウィコム〈ジェームズ・グレゴリー〉）

1967年
- タイムトンネル ※NHK版
  - 第7話『トロイの神々』 （サルディス〈ジョセフ・ラスキン〉）
  - 第25話『死の商人』（マキャベリ〈マラチ・スローン〉）

- 0011ナポレオン・ソロ ※日本テレビ版
  - 第52話『アンクルから来た女』（アーサー・カレス〈ケヴィン・マッカーシー〉）

- アウター・リミッツ ※日本テレビ版
  - 第37話『ガラスの手を持つ男』（ガラスの手〈ヴィク・ペリン〉）
  - 第42、43話『見知らぬ宇宙の相続人』（ロバート・レオナルド〈ジェームズ・フローリー〉）

1968年
- 特攻ギャリソン・ゴリラ ※NET版
  - 第22､23話『ヒットラー暗殺計画 』（フランク・キーラー〈リチャード・カイリー〉）

- マニックス（1968年、ジョー・マニックス〈マイク・コナーズ〉）※日本テレビ版
- コロネットブルーの謎 ※NHK版
  - 第10話『火星への六カ月』（アンドリュー・パーキンス博士〈パトリック・オニール〉）

- ラット・パトロール（1968年 − 1969年、ハンス・ディートリッヒ大尉〈エリック・ブレーデン〉）※NET版

1969年
- スパイのライセンス ※TBS版
  - 第3話『美女を密輸入せよ』（ハロルド・ノーマン〈ドネリー・ローズ〉）

- 宇宙大作戦 ※日本テレビ版
  - 第3話『光るめだま』（ゲイリー・ミッチェル中尉〈ゲイリー・ロックウッド〉）

- 0011ナポレオン・ソロ ※日本テレビ版
  - 第90話『マシンガン ソロ』（ジェラルド・ストローザーズ〈ロイド・ボックナー〉）
  - 第92話『財界ジュニアの問題点』（J〈クラウド・ウールマン〉）

- 秘密指令S ※NHK版
  - 第5話『怪奇ロンドン空港』（テレル〈アントン・ロジャース〉）

1970年
- スパイ大作戦（1970年 − 1971年、アメージング・パリス〈レナード・ニモイ〉）※フジテレビ版
- スパイのライセンス ※TBS版
  - 第44話『不死身のプレイボーイ』（インドラハン〈カラム・シャムスディン〉）
  - 第52話『大泥棒！小泥棒』（ピーター・ベール〈ヘンリー・シルヴァ〉）

1971年
- 弁護士ジャッド ※NHK版
  - 第35話『依頼人は弁護士』（ジム・デイヴィス〈アーサー・ヒル〉）

- スパイのライセンス ※TBS版
  - 第53話『それ行け泥棒親子』（ヘルムス〈ビル・フレッチャー〉）

1972年
- プロテクター電光石火 ※日本テレビ版
  - 第10話『ブロンド美人の凶弾』

1973年
- プロテクター電光石火 ※日本テレビ版
  - 第21話『死んだ筈だよハリー』

- 怪盗紳士アルセーヌ・ルパン（怪盗紳士ルパン〈ジョルジュ・デクリエール〉）※テレビ神奈川版

1977年
- チャーリーズ・エンジェル ※日本テレビ版
  - 第16話『放火！ポルノ映画は知っていた』（ポール・ベイラー検事補〈アラン・ファインスタイン〉）

1979年
- 刑事コロンボ ※NHK版
  - 第45話『策謀の結末』（ジョー・デブリン〈クライヴ・レヴィル〉）

- チャーリーズ・エンジェル ※日本テレビ版
  - 第55話『ショック！亡霊殺人鬼』（ピーター・ラッセル〈ピーター・ドゥナット〉）

1982年
- アメリカン・ヒーロー ※日本テレビ版
  - 第2話『強烈殺人カーVSずっこけUFOマン』（ジョニー・ダマンティ〈ジャンニ・ルッソ〉）
  - 第36話『デスペラードと荒野の馬泥棒』（キング〈ジョン・ヴァーノン〉）

1987年
- V（1987年−1988年、ジョン〈リチャード・ハード〉）※ソフト版

1988年
- ジェシカおばさんの事件簿 ※NHK版
  - 第14話『カンバスに死の色を』（サー・ジョン・ランドリー〈スチュワート・グレンジャー〉）

1990年
- 冒険野郎マクガイバー（1990年−1995年、ハリー・ジャクソン〈ジョン・アンダーソン〉）※TBS版

1991年
- 名探偵ポワロ ※NHK版
  - 第15話『ダベンハイム失そう事件』（マシュー・ダベンハイム〈ケネス・コリー〉 ）

- 楊貴妃外伝（玄宗皇帝〈周志宇〉）※NHK版
- 新スパイ大作戦 ※日本テレビ版
  - 第33話『ガン・ファイター』（イアン・マクリントック〈マイケル・グリーン〉）

- 裁かれた壁 アメリカ・平等への闘い（ジョン・W・デヴィス〈バート・ランカスター〉）※NHK版

1992年
- ジム・ヘンソンのストーリーテラー ※ソフト版
  - 第4話『幸運の持ち主』（ラッキーの父〈コリン・ファレル〉）

1993年
- シャーロック・ホームズの冒険 ※NHK版
  - 第34話『サセックスの吸血鬼』（メリデュー牧師〈モーリス・デナム〉）

1997年
- X-ファイル（ウェル・マニキュアード・マン〈ジョン・ネヴィル〉）※テレビ朝日版
- X-ファイル ※ソフト版
  - 第56話『歩兵』（トーマス・キャラハン将軍〈トーマス・コパッチ〉）

1998年
- ザ・ハンガー（ホスト〈テレンス・スタンプ〉）※ソフト版
- 刑事ナッシュ・ブリッジス ※テレビ東京版
  - 第52話『香港コネクション』（フランク・ドミンゲス〈イスマエル・イースト・カルロ〉）

1999年
- X-ファイル ※ソフト版
  - 第127話『ティトノス』（アルフレッド・フェリッグ〈ジェフリー・ルイス〉）

2000年
- ターザンの大冒険 ※NHK版
  - 第15話『悪霊シータからの救出』（ロバート・マッカリアン〈マイケル・マッケーブ〉）

2002年
- ER緊急救命室（アール〈トム・ポストン〉）※NHK版
- ホーンブロワー 海の勇者 ※NHK版
  - 第1話『決闘』（キーン艦長〈マイケル・バーン〉）

2004年
- ER緊急救命室 ※NHK版
  - 第190話『友の助け』（ダニエル）

2008年
- 太王四神記 ※NHK版
  - 第2話『チュシンの星 王の誕生 神器目覚める』（ソスリム王〈チョン・ソンファン〉）

#### 邦画
納谷は東宝の特撮映画での仕事も多いが、本多猪四郎監督とはよく酒を飲む間柄だったという。
- 緯度0大作戦（マッケンジー艦長〈演：ジョゼフ・コットン〉の声）
- ガンマー第3号 宇宙大作戦（ジャッキ・ランキン中佐〈演：ロバート・ホートン〉の声）
- ゴジラシリーズ
  - 怪獣大戦争（グレン〈演：ニック・アダムス〉の声[145][17]）
  - ゴジラ対メガロ（アントニオ司令〈演：ロバート・ダンハム〉の声[17]）
- 昆虫大戦争（ゴードン中佐〈演：ロルフ・ジェッサー〉の声）
- フランケンシュタイン対地底怪獣（ボーエン博士〈演：ニック・アダムス〉の声[146][17]）

#### アニメ
- 王様と幸運の鳥（王様）
- バットマン（ゴウ先生〈初代〉）
- ビアンカの大冒険（会長）※劇場公開版、ソフト版
  - ビアンカの大冒険 ゴールデン・イーグルを救え!（会長）
- プーさんとはちみつ（ナレーター）※劇場公開版
- ポカホンタス（ケカタ）
- 魔法の剣 キャメロット（マーリン）
- 指輪物語（アラルゴン）※劇場公開版

#### 人形劇
- サンダーバード（フランク・フーパー所長）
- サンダーバード6号（偽フォスター船長）※劇場公開版
- マペット・ショー（サム〈フランク・オズ〉）※テレビ朝日版

### ゲーム
※2013年以降の出演作品は生前の収録音声を使用したライブラリ出演。
1985年
- 宇宙戦艦ヤマト（沖田十三）※LDゲーム版

1992年
- スナッチャーCD-ROMantic（ベンソン・カニンガム）※PCエンジン版
- 宇宙戦艦ヤマト（沖田十三）※PCエンジン版

1994年
- 仮面ライダー 作戦ファイル1（大首領）

1995年
- 仮面ライダーV3 作戦ファイル（大首領）
- キリーク・ザ・ブラッド2（キリーク）

1996年
- 銀河英雄伝説（ウィリバルト・ヨアヒム・フォン・メルカッツ）※SS版

1997年
- EVE burst error（鈴木源三郎）※SS版 * 銀河英雄伝説 PLUS（ウィリバルト・ヨアヒム・フォン・メルカッツ）
- マスター・オブ・モンスターズ 〜暁の賢者達〜（ガイア）
- ルパン三世 カリオストロの城 -再会-（銭形警部）

1998年
- 火星物語（フーギ）
- 仮面ライダー（ショッカー首領）※PS版
- 銀河英雄伝説（ウィリバルト・ヨアヒム・フォン・メルカッツ）※PS版
- 玉繭物語（グロッタ）

1999年
- 宇宙戦艦ヤマト 遥かなる星イスカンダル（沖田十三）
- ときめきメモリアル2（爆裂山和美、神様、マタギ、爺さま）
- 70年代風ロボットアニメ ゲッP-X（魔王デービン）

2000年
- EVE ZERO（桂木源三郎）
- 仮面ライダーV3（デストロン首領）
- さらば宇宙戦艦ヤマト 愛の戦士たち（沖田十三）

2001年
- 松本零士999 〜Story of Galaxy Express 999〜（Dr.バン）
- From TV animation ONE PIECE とびだせ海賊団!（クロッカス）

2002年
- ルパン三世 魔術王の遺産（銭形）

2003年
- 激闘プロ野球 水島新司オールスターズVSプロ野球（岩田鉄五郎）
- 白中探険部（炭焼きのオジジ）
- ルパン三世 海に消えた秘宝（銭形警部）

2004年
- 宇宙戦艦ヤマト イスカンダルへの追憶（沖田十三）
- ルパン三世 コロンブスの遺産は朱に染まる（銭形警部）

2005年
- 義経紀（ナレーション）

2007年
- ファイナルファンタジーIV（テラ）※DS版
- ルパン三世 ルパンには死を、銭形には恋を（銭形警部）

2010年
- ルパン三世 史上最大の頭脳戦（銭形警部）
- ゼノブレイド（オダマ）

2011年
- 第2次スーパーロボット大戦Z 破界篇 / 再世篇（ズール皇帝）

2015年
- 第3次スーパーロボット大戦Z 天獄篇（ズール皇帝）

2020年
- ゼノブレイド ディフィニティブ・エディション（オダマ）※リマスター版

### ドラマCD
- キッチュのラジオ大魔術団（レイモンド）
- 集英社カセットブック ジョジョの奇妙な冒険 第2巻 アヴドゥル死すの巻（1993年、ジョセフ・ジョースター）
- Weiß kreuz（1999年、鷹取斎上）
  - Dramatic Precious 2nd STAGE TEARLESS DOLLS
  - Dramatic Precious Final STAGE DREAMLESS LIFE
- 未来放浪ガルディーン 大歌劇（ナレーター、エイハブ）

### 特撮
全て声の出演。
1971年
- 仮面ライダー（1971年 - 1973年、ショッカー首領）
- ゴーゴー仮面ライダー（ショッカー）
- チビラくん（怪獣神ガーオ）

1972年
- ウルトラマンA（ウルトラマンエース）
- 仮面ライダー対じごく大使（ショッカー首領）※クレジットのみ
- 変身忍者 嵐（血車魔神斉）
- ミラーマン（第8・34・50・51話のインベーダー）

1973年
- 仮面ライダーV3（1973年 - 1974年、デストロン首領）
- 仮面ライダーV3対デストロン怪人（デストロン首領）
- ジャンボーグA（エメラルド星人）

1975年
- SFドラマ 猿の軍団（ユーコム）
- 仮面ライダーストロンガー（大首領）

1976年
- ザ・カゲスター（ドクター・サタン）
- 超神ビビューン（ガルバー、バックベアード）

1977年
- 冒険ファミリー ここは惑星0番地（レバン星人）

1979年
- 仮面ライダー (スカイライダー)（ネオショッカー大首領）

1984年
- 10号誕生!仮面ライダー全員集合!!（バダン総統）

1989年
- 仮面ライダーBLACK RX（クライシス皇帝）

2007年
- 仮面ライダー THE NEXT（首領）

2011年
- オーズ・電王・オールライダー レッツゴー仮面ライダー（ショッカー首領）

### ナレーション
- 宇宙家族ロビンソン（1966年）
- ライオン奥様劇場 永遠に答えず（1967年）
- 東京バイパス指令（1968年）OPナレーション、予告編
- 魔神バンダー（1969年）
- サインはV（1969年）※第3話以降
- アテンションプリーズ（1970年）
- コートにかける青春（1971年）
- 愛の戦士レインボーマン（1972年 - 1973年）
- 赤い靴（1972年）
- 隼人が来る（1972年）
- 新サインはV（1973年）
- 仮面ライダーアマゾン（1974年 - 1975年）
- 少林寺拳法（1975年）
- 忍者キャプター（1976年）
- 新五捕物帳（1977年）
- 横溝正史シリーズ 第3作「三つ首塔」（1977年）※クレジットなし
- スターウルフ（1978年）
- 燃えろアタック（1979年）
- 仮面ノリダー（1989年、フジテレビ『とんねるずのみなさんのおかげです』）※「恐怖バレーボール女」のみ担当
- 十三人の刺客（1990年、フジテレビ 時代劇スペシャル）
- CASSHERN（2004年）オープニングナレーション
- トリビアの泉 〜素晴らしきムダ知識〜（2006年）※銭形警部の声として影のナレーター
- 着信御礼!ケータイ大喜利（2007年、秋のスペシャル）※銭形警部の声

### ラジオ
- ラジオドラマ版『マカロニほうれん荘』（1978年：TBSラジオ） - ススキ小次郎
- NHKFMラジオドラマ「黒後家蜘蛛の会」（1981年：NHK）
- NHKFMラジオドラマ「ふたりの部屋」:『阿刀田高ショート・ショート』（1983年：NHK）
- NHKFMラジオドラマ「FMアドベンチャー」:『警官嫌い』（1984年：NHK）
- NHKFMラジオドラマ「アドベンチャーロード」:『長く孤独な狙撃』（1988年：NHK）
- NHKFMラジオドラマ「青春アドベンチャー」:『ロスト・ワールド』（1997年：NHK） - チャレンジャー教授
- ラジオドラマ『闇の守人』（2007年：NHK） - ラルーグ
- 歌謡ドラマ（2004年-：NHK）

### テレビドラマ
- 宮本武蔵（1965年、日本テレビ）
- 水曜劇場 / ご先祖様バンザイ（1965年、フジテレビ） - 沖田総司
- 特ダネ記者 第13話「断崖の女」（1966年、日本テレビ）
- 女殺し屋 花笠お竜 第8話「ならず者は地獄へ落とせ」（1969年、東京12チャンネル / 国際放映）
- プレイガール 第38話「女のどたん場」（1969年、東京12チャンネル / 東映） - 田村
- 鬼平犯科帳'69 第64話「女の一念」（1970年、NET / 東宝） - 藤七
- 怪人オヨヨ（1972年、NHK） - 名探偵グルニョン
- 鬼平犯科帳'75 第9話「流星」（1975年、NET / 東宝） - 杉浦要次郎
- 太陽にほえろ! 第178話「リスと刑事」（1975年、日本テレビ / 東宝） - 望月
- 幕末未来人 第2話（1977年、NHK） - 御上役
- ゆうひが丘の総理大臣 第21話「子は親を求めているか?」（1978年、日本テレビ / ユニオン映画）
- Gメン'82 第10話「燃えよ!香港少林寺」・第11話「吼えろ!香港少林寺」（1983年、TBS / 近藤照男プロダクション） - 周酔虎(演:チェン・カンタイ)の声

### 映画
- 雨ニモマケズ（1958年）
- 非情都市（1960年） - 経済部記者・土居
- 弾痕（1969年） - 米諜報局員・渡海
- ノストラダムスの大予言（1974年） - TVニュースキャスター・太田一雄[17]
- 動乱（1980年） - アナウンサー
- 劇場版 仮面ライダー555 パラダイス・ロスト（2003年）※特別出演

### 人形劇
- ネコジャラ市の11人（ヤマチュー）

### 舞台
- 平家物語 - 平清盛
- 道元の冒険
- 二番街の囚人
- 正直ゲーム
- 樹の下にはいつも想い出が…
- サンシャイン・ボーイス
- チンプス-特選リフォーム、見積り無料!?-
- ブローニュの森は大騒ぎ ※舞台演出
- シルヴィアの結婚
- 青年がみな死ぬ時
- Pures『終わらない僕たちの夜』 - 風紀委員長

### バラエティ
- ダウンタウンのガキの使いやあらへんで!!（1989年）
- ダウンタウンのごっつええ感じ（1991年）※コントに登場する銭形警部役で扮装して出演
- ふしぎ研究所（1999年）博士
- 快感MAP（2006年）
- 矢追純一UFOスペシャル第5弾（UFO・異星人目撃者）

### その他コンテンツ
- 東京ディズニーランド『カリブの海賊』（トーキングスカル）※リニューアル前
- サントリーオールド ラジオCM『風と共に去りぬの場面再現』（レット・バトラー）
- ソノシート『緯度0大作戦』（ナレーション）
- タカラ 大相撲魂（ナレーション）
- 反逆のウィスキー ビクトリー 三楽オーシャン（ナレーション）
- エクソンモービル モービル1 CM（ナレーション）
- せがた三四郎 超人伝説（ナレーション）
- SANKYO『CRフィーバースター・ウォーズ ダース・ベイダー降臨』（オビ＝ワン・ケノービ〈老人〉）
- 京都トヨペット - 「ルパン三世 (TV第2シリーズ)）」の銭形警部役として

## 後任
納谷の死後、持ち役を引き継いだ人物は以下の通り。生前に降板した作品についてはここに掲載せず、適宜注釈欄に記載している。
| 後任       | キャラクター名             | 作品                                | 後任の初担当作品                                                                                                 |
| ---------- | -------------------------- | ----------------------------------- | --- |
| 関智一     | ショッカー首領             | 『仮面ライダー』                    | 『ネット版 仮面ライダー×スーパー戦隊×宇宙刑事 スーパーヒーロー大戦乙!〜Heroo!知恵袋〜あなたのお悩み解決します!』 |
| 関智一     | バダン総統                 | 『仮面ライダーZX』                  | 『平成ライダー対昭和ライダー 仮面ライダー大戦 feat.スーパー戦隊』                                                |
| 関智一     | ブラックサタン大首領       | 『仮面ライダーストロンガー』        | 『ぱちんこ仮面ライダーフルスロットル』                                                                           |
| 関智一     | アラン・マードック         | 『エアポート'75』（フジテレビ版）   | Blu-ray用追加収録                                                                                                |
| 関智一     | ニック・アレクサンダー大佐 | 『デルタ・フォース』（TBS版）       | Blu-ray用追加収録                                                                                                |
| 佐々木省三 | ショッカー首領             | 『仮面ライダー』                    | 『スーパーヒーロージェネレーション』                                                                             |
| 森川智之   | オビ＝ワン・ケノービ       | 『スター・ウォーズ』シリーズ        | 『スター・ウォーズ/フォースの覚醒』                                                                              |
| 多田野曜平 | フュークス                 | 『遊星からの物体X』（フジテレビ版） | Netflix配信用追加収録                                                                                            |
| 堀勝之祐   | トーキングスカル           | 『カリブの海賊』                    | 『カリブの海賊』リニューアル後                                                                                   |
| 天田益男   | クロッカス                 | 『ONE PIECE』                       | 第959話 |
| 佐々木梅治 | チュン                     | 『龍拳』フジテレビ版                | BS松竹東急追加収録部分                                                                                           |